# MAN SE
MAN (MAN Truck & Bus Deutschland GmbH), es una empresa fabricante de autobuses y camiones con sede en Múnich, Alemania, además produce motores diésel y repuestos para vehículos.

## Historia

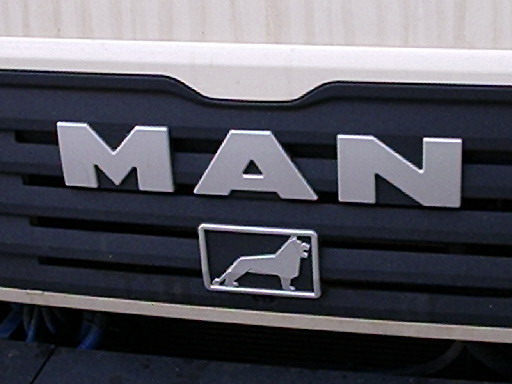
Logotipo de MAN con el león en un camión.

El origen de la empresa se remonta al año 1758 con la creación de una de las primeras fábricas de acero en la región del Ruhr. En 1906 Rudolf Diesel desarrolla sus motores en la empresa Maschinenfabrik Augsburg. Hoy MAN es líder europeo en la producción de equipamientos técnicos y vehículos industriales. En 120 países diferentes, sus 51.300 empleados están generando ventas de casi 15.000 millones € (año 2008).
La compañía fue fundada en 1920 como Ferrostaal N.V. en La Haya, Países Bajos. En 1921 la Gutehoffnungshütte de Oberhausen adquiere las participaciones sociales de la empresa que se dedicaba al comercio con acero. Cinco años después la Gutehoffnungshütte adquiere Ferrostaal por completo. La firma empieza a comprometerse en el exterior, particularmente en Suramérica. A partir de los años cincuenta Ferrostaal vende acero a países en todo el mundo. 
Desde los años sesenta Ferrostaal construye grandes plantas industriales. En 2004 la empresa es denominada MAN Ferrostaal. Energía y combustibles son hoy en día importantes áreas de crecimiento. La parte mayoritaria del comercio de acero es vendida en 2007. En el mismo año MAN Ferrostaal adquiere la empresa portuguesa Koch de Portugal. La firma alemana quiere crecer en los segmentos de energía solar y biocombustibles. En 2008 MAN AG de Múnich ha firmado una declaración de intenciones para la venta de un 70 por ciento de MAN Ferrostaal a la compañía International Petroleum Investment Company de Abu Dhabi. La autoridad de vigilancia de las corporaciones tiene que consentir a la venta.
La empresa está ampliando su presencia en el mercado, por lo cual se firman joint ventures y otras cooperaciones con compañías locales en India, Polonia y Estados Unidos.
MAN SE se cotiza en DAX (DAX es el índice alemán de las cotizaciones de acciones que incluye los 30 principales valores cotizados en ese mercado de valores, seleccionados por capitalización y contratación) y se ha ganado un gran respeto en el sector del transporte. Muestra del reconocimiento son numerosos premios recibidos. Los títulos más recientes son el "Truck of the year" (TGL) y el "Coach of the year" (Neoplan Starliner).
Recientemente se inauguró otra fábrica en China para producir tractocamiones.

## Grupo MAN

### MAN Nutzfahrzeuge AG

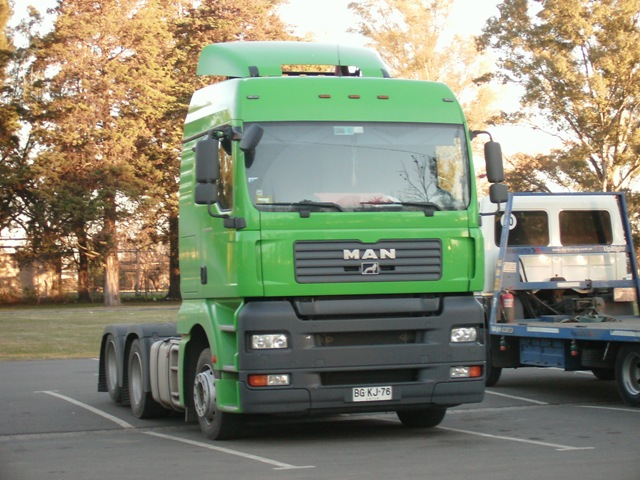
Camión Man TGA 26360.

Aproximadamente el 50% del total de ventas; 88% de las ventas se generan en mercados europeos.
- Vehículos industriales: camiones (61% de ventas), recambios y servicios (18%), autobuses (14%), motores y componentes (7%)

### MAN Diésel SE
Motores diésel de 2 o 4 tiempos y gasolina: grandes motores diésel y marinos, motores para vehículos, aplicaciones industriales, centrales eléctricas, yates, buques de pasajeros, buques y barcos como buque cisterna, remolcadores, rompehielos y ferrocarriles.

### MAN Turbo AG
Turbo maquinarias: compresores de gases y turbinas para procesos industriales y generación de energía a nivel mundial para el uso en el refinamiento del crudo; además en la industria química y petroquímica, gases industriales, procesado de hierro y acero, minería y procesamiento de generación de energía.

### MAN Latinoamérica
Antiguo Volkswagen Trucks and Buses.

### MAN Ferrostaal AG
30% de las acciones, el resto es propiedad de International Petroleum Investment Company.
Servicios industriales: proyección, entrega, armado, incluyendo estructuras en acero.

### RENK AG
Transmisiones mecánicas, equipos marítimos e industriales , rodamientos, acoplamientos y mecánica industrial.

### Sinotruk
25% de las acciones adquiridas en 2009/07/24.

## Factorías de MAN SE[4]

### MAN Truck & Bus
| Localización | Ciudad          | Desde | Productos | Comentarios | Empleados |
| ------------ | --------------- | ----- | --------- | ----------- | --------- |
| Alemania     | Múnich          |       |           |             | 7.819     |
| Alemania     | Núremberg       |       |           |             | 4.125     |
| Alemania     | Salzgitter      |       |           |             | 2.243     |
| Alemania     | Plauen          |       |           |             | 468       |
| Austria      | Steyr           |       |           |             | 2.228     |
| Austria      | Viena           |       |           |             | 727       |
| Polonia      | Starachowice    |       |           |             | 1.756     |
| Polonia      | Poznan          |       |           |             | 1.108     |
| Polonia      | Cracovia        |       |           |             | 428       |
| Turquía      | Ankara          |       |           |             | 1.601     |
| México       | Querétaro       |       |           |             | 106       |
| Brasil       | Resende         |       |           |             | 1.809     |
| India        | Pithampur       |       |           |             | 1.054     |
| Sudáfrica    | Pinetown        |       |           |             | 154       |
| Sudáfrica    | Olifantsfontein |       |           |             | 111       |

### MAN Diesel & Turbo
| Localización    | Ciudad        | Desde | Productos | Comentarios | Empleados |
| --------------- | ------------- | ----- | --------- | ----------- | --------- |
| Alemania        | Augsburgo     |       |           |             | 3.232     |
| Alemania        | Oberhausen    |       |           |             | 1.753     |
| Alemania        | Hamburgo      |       |           |             | 561       |
| Alemania        | Berlín        |       |           |             | 457       |
| Alemania        | Deggendorf    |       |           |             | 397       |
| Dinamarca       | Copenhague    |       |           |             | 1.285     |
| Dinamarca       | Frederikshavn |       |           |             | 471       |
| Francia         | Saint-Nazaire |       |           |             | 654       |
| Suiza           | Zúrich        |       |           |             | 869       |
| República Checa | Velká Bíteš   |       |           |             | 191       |
| India           | Aurangabad    |       |           |             | 258       |
| China           | Changzhou     |       |           |             | 282       |

### Renk AG
| Localización | Ciudad     | Desde | Productos | Comentarios | Empleados |
| ------------ | ---------- | ----- | --------- | ----------- | --------- |
| Alemania     | Augsburgo  |       |           |             | 940       |
| Alemania     | Rheine     |       |           |             | 430       |
| Alemania     | Hannover   |       |           |             | 320       |
| Suiza        | Winterthur |       |           |             | 95        |

## Las acciones MAN SE
El volumen de recompra de acciones previsto de 7.160.000 acciones preferentes corresponde a 16,3% del capital preferente y a 4,6% del capital social completo. Después de la recompra, 110.280.000 acciones ordinarias y 36.760.000 acciones preferentes están en circulación. La proporción entre acción ordinaria y preferente circulando asciende en una relación de 3 a 1. Por lo tanto, el capital preferente representará un 25% del capital completo que está en circulación.

## Productos - división MAN Nutzfahrzeuge AG

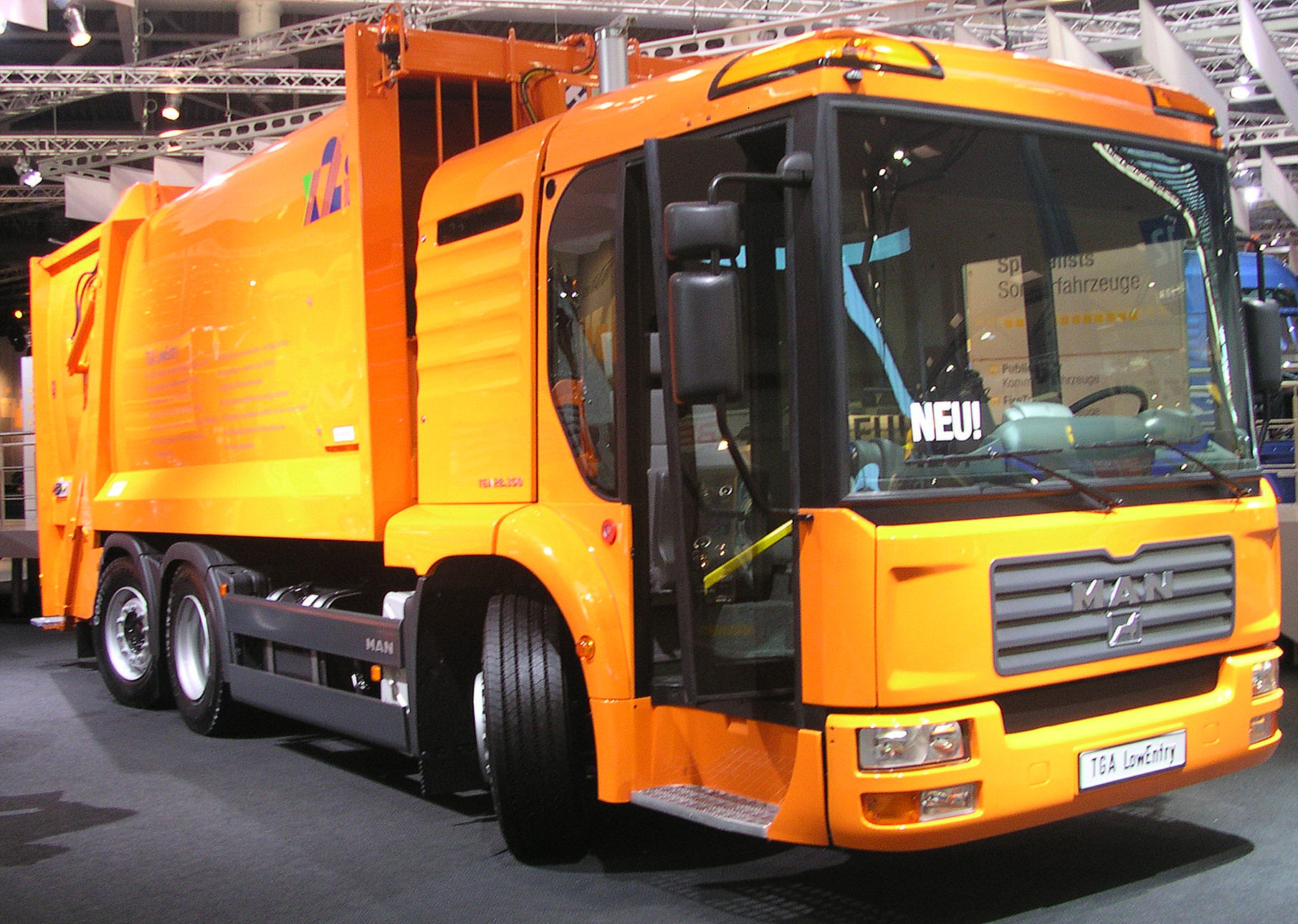
Camión MAN de recogida de basura.

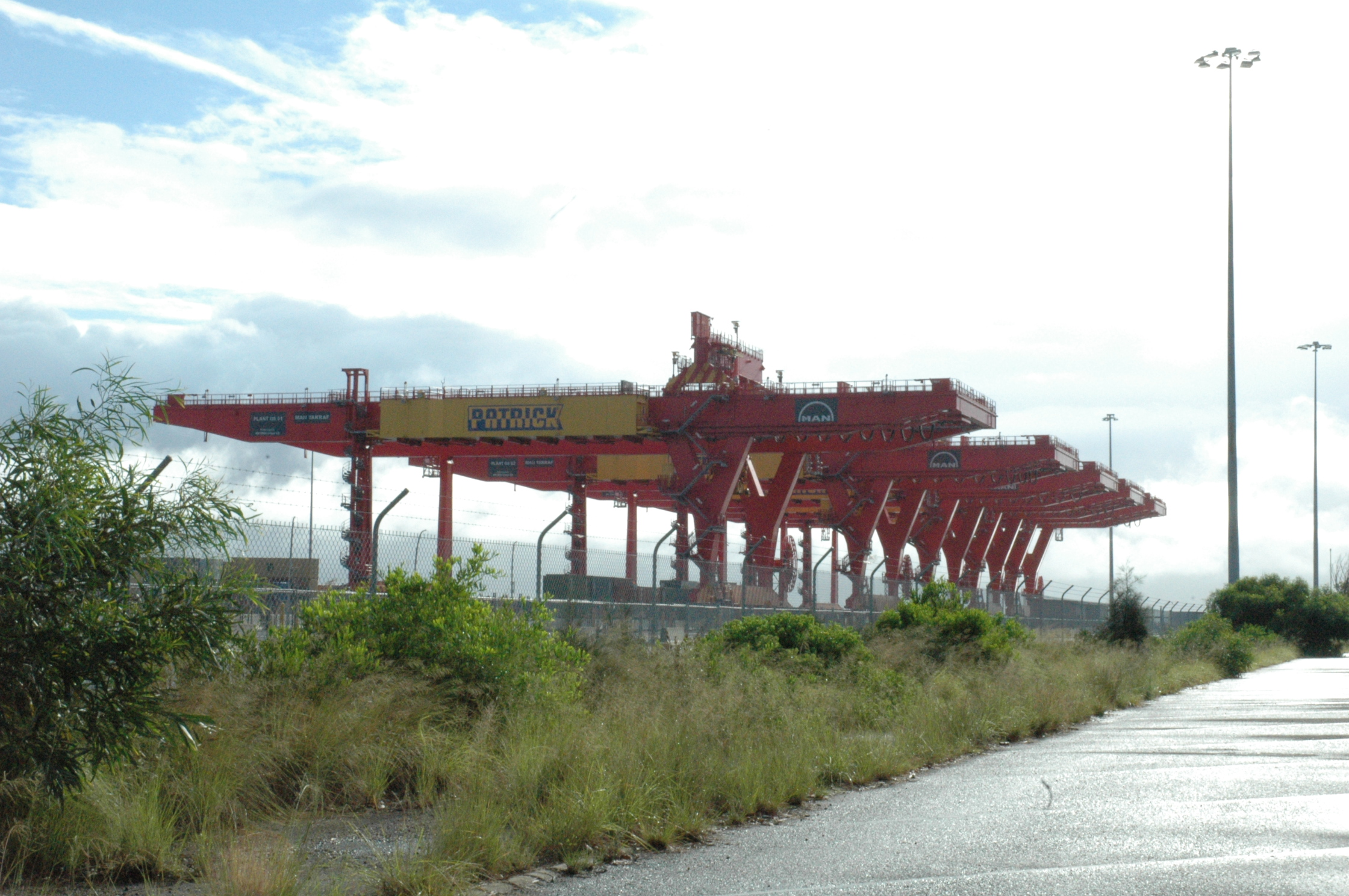
Una grúa contenedora MAN AG.

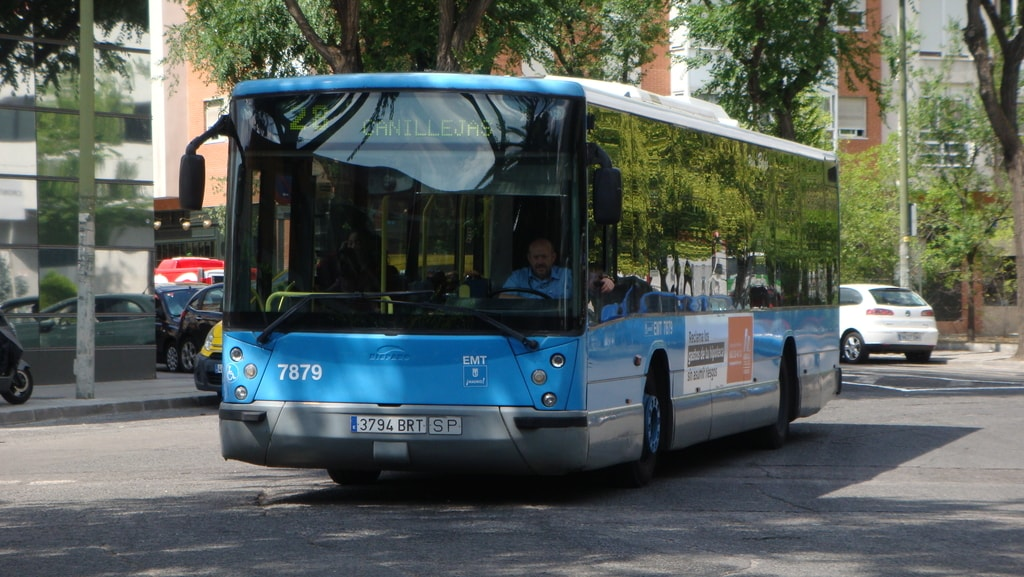
Un autobús con chasis MAN.

### Camiones y vehículos militares
- LE Series
- FE Series
- HX Series (militar)
- SX Series (militar)
- TGL Series, con camiones híbridos (MAN TGL OPTISTRANG y TGL EDA).
- TGM Series
- TGA Series
- TGS
- TGX
- New TGX (TG3)
- ERF
- Hazmat tender
- Angloco foam tender
- Command unit
- F2000, M2000, L2000
- Camiones ÖAF
- F90 Series
- M90 Series
- G90 Series

### Buses
- Lion's City
- Lion's Coach
- Lion's Mex
- Lion's Classic
- Lion's Regio
- Americana city bus
- NM 223/283
- NL/ÜL 313/363 F (LF)
- NL 202/232 (LF)
- NL 223/233/263 (LF)
- NL 262 R
- NL 273 F
- NG 263/313/363 F (LF)
- ND 243 F
- 10.225 FOCL midi coach
- 11.190 HOCL midi (LF)
- 12.220 HOCL
- 14.280 HOCL
- 12.220 HOCL-NL
- 14.220 HOCL-NL
- 16.200
- 18.220/ 260/ 280 HOCL-SL
- 18.220/ 260/ 280/ 310/ 360 HOCL-SÜ
- 18.220/ 240/ 260/ 310 HOCL-NL (LF)
- 18.260/ 310/ 360/ 400/ 410/ 460 HOCL
- 24.310/ 360/ 410/ 460 HOCLN
- 28.310 HGOCL
- Buses ÖAF